# You Hao
You Hao (尤浩S, Yóu HàoP; Xuzhou, 26 aprile 1992) è un ginnasta cinese.

## Palmarès

### Giochi olimpici
- 2 medaglie:
  - 1 bronzo (Rio de Janeiro 2016 nel concorso a squadre).
  - 1 argento (Tokyo 2020 negli anelli).

### Mondiali
- 6 medaglie:
  - 2 ori (Nanning 2014 a squadre; Glasgow 2015 nelle parallele asimmetriche);
  - 2 argenti (Glasgow 2015 negli anelli; Stoccarda 2019 a squadre);
  - 2 bronzi (Nanning 2014 negli anelli; Glasgow 2015 a squadre).